# AY-3-8912
AY-3-8910 je trokanalni programabilni generator zvuka (eng. Programmable Sound Generator (PSG)) kojeg je dizajnirala američka tvrtka General Instrument prvenstveno za korištenje s 16-bitnim mikroprocesorom CP1610 te za svoj 8-bitni mikroprocesor iz obitelji PIC1650.  AY-3-8910 te razne druge inačice postale su popularne kao izvor zvuka u mnogim arkadnim igrama, te se koristio u mnogim računalskim sistemima i konzolama. Primjer su:  konzole Intellivision i Vectrex; računala: MSX, Atari ST, Amstrad CPC, Oric 1, Colour Genie, Sinclair ZX Spectrum 128/+2/+3 kao i razne zvučne kartice za Apple II. Posebnu inačicu AY-3-8910 proizvodila je i japanska tvrtka Yamaha, koja je napravila manje modifikacije. Ovaj integrirani krug nosio je ime YM2149F.